# Cugini di Campagna
Cugini di Campagna – włoski zespół muzyczny, grający muzykę popową i rockową, założony w 1970 roku w Rzymie w składzie: Ivano Michetti – gitara, gitara basowa, aranżacja utworów, Silvano Michetti – instrumenty klawiszowe, instrumenty perkusyjne, śpiew, Flavio Paulin – śpiew, Gianni Fiori – perkusja.
Aktualny skład zespołu (2015): Silvano Michetti – Tiziano Leonardi – Ivano Michetti – Daniel Colangeli.

## Historia zespołu
Zespół powstał w Rzymie w 1970 roku, kiedy został zaangażowany do wytwórni płytowej Pull, należącej do Bruno Zambriniego i Gianniego Mecci. Pierwszym przebojem zespołu stała się piosenka „Il ballo di Peppe”, wylansowana dzięki programowi telewizyjnemu Alto gradimento, prowadzonemu przez Gianniego Boncompagniego i Renzo Arbore. 
Kolejny sukces zespół zanotował w 1973 roku lansując własną kompozycję „Anima mia” (A. De Santis/F. Paulin/I. Michetti), w której wyróżniał się śpiewający charakterystycznym falsetem Flavio Paulin. W marcu 1974 roku piosenka weszła na pierwsze miejsce włoskiej listy przebojów Hit Parade italia. i Na liście najlepiej sprzedawanych singli tego samego roku piosenka zajęła czwarte miejsce.
Kolejne udane single zespołu to: „Dentro l'anima” (1978), „Solo con te”, „Meravigliosamente” (1979), „Metallo”, „No tu no” (1980), „Valeria” (1981). Wydany w 1980 roku album Metallo osiągnął rekordową liczbę sprzedanych egzemplarzy spośród wszystkich albumów grupy. Zespół dał wiele koncertów, które ugruntowały jego popularność. 
W 1997 roku, po trwających blisko dekadę koncertach na całym świecie zespół powrócił na scenę dzięki transmitowanemu w telewizji programowi Anima mea, prowadzonemu przez Fabio Fazio i Claudio Baglioniego. Dużym sukcesem okazało się wprowadzenie na włoską listę przebojów Hit Parade Italia dwóch albumów: Anima mia i La nostra vera storia (odpowiednio pozycja nr 92 i 151 na liście albumów roku. Program Anima mea przyczynił się również do wylansowania albumu Amor mio (1998), zawierającego tekst papieża Karola Wojtyły wykorzystany w utworze „La nostra terra”. W 2002 roku ukazała się podwójna kompilacja Una storia infinita, zawierająca niepublikowane wcześniej nagrania zespołu.

## Dyskografia

### Albumy
- 1972 – I Cugini di Campagna[2]
- 1973 – Anima mia
- 1974 – Un'altra donna
- 1975 – Preghiera
- 1976 – È lei
- 1977 – Tu sei tu (album)
- 1977 – Tu sei tu (kaseta)
- 1978 – Dentro l'anima... e qualcosa dei giorni passati
- 1980 – Meravigliosamente
- 1981 – Metallo
- 1991 – Kimera
- 1997 – Anima mia
- 1997 – La nostra vera storia
- 1998 – Amor mio
- 1999 – La storia
- 1999 – Sarà
- 2011 – Mi manchi tu...da 40 anni